# Luxembourgs fodboldlandshold
Luxembourgs fodboldlandshold (letzeburgsk: Lëtzebuergesch Foussballnationalequipe, fransk: Équipe du Luxembourg de football, tysk: Luxemburgische Fußballnationalmannschaft) bliver administreret af Fédération Luxembourgoise de Football. Holdet har aldrig deltaget i en slutrunde. Allan Simonsen var landstræner for Luxembourg 2001-2004.
- Wikimedia Commons har flere filer relateret til Luxembourgs fodboldlandshold

| Fodbold | Spire Denne artikel om et fodboldlandshold er en spire som bør udbygges. Du er velkommen til at hjælpe Wikipedia ved at udvide den. |